# Bantry
Bantry (Irsk: Beanntraí) er en irsk by i County Cork i provinsen Munster, i den sydlige del af Republikken Irland med en befolkning (inkl. opland) på 3.309 indb i 2006 (3.150 i 2002)